# جان بيير بوير
جان بيير بوير (بالفرنسية: Jean-Pierre Boyer) (من المحتمل أنه وُلد في 15 فبراير 1776- 9 يوليو 1850) كان أحد قادة الثورة الهايتية، ورئيس هايتي من عام 1818 وحتى 1843. أعاد توحيد شمال وجنوب هايتي عام 1820، وضمَّ عسكريًا هايتي الإسبانية (سانت دوميغو) التي استقلت مؤخرًا، ما وحد جميع أرجاء هيسبانيولا في ظل حكومة هايتية واحدة بحلول عام 1822. حكم بوير مدة زمنية أطول من أي من القادة الثوريين في عصره.

## حياته المهنية العسكرية
بعد انتفاضة العبيد الأفارقة في شمال سانت دومينغ عام 1791، انضم بوير إلى المفوضين الفرنسيين وذهب إلى أفريقيا ليحارب ضد مالكي المزارع وأصحاب النفوذ الملكية. عام 1794، غزت القوات البريطانية سانت دومينغ محاولة الاستفادة من الاضطرابات في المستعمرة الثرية سابقًا. ذهب بوير إلى جاكميل حيث انضم إلى القوات مع قائد المولاتو، الجنرال أندريه ريغاود. بينما استسلم بعض قادة المولاتو الآخرين أمام توسان لوفرتشور في جنوب سانت دومينغ، هرب بوير إلى فرنسا مع ريغاود وأليكساندر بيتيون.
في ذلك الوقت، دعمت الولايات المتحدة الجهود الفرنسية لإعادة السيطرة، رغم أنها أرسلت 20000 عسكري. سافر بوير إلى باريس، حيث أقام حتى عام 1801.
لاحقًا، عاد إلى هايتي ليحتج على الاستقلال الذي حققه توسان لوفرتشور. في أوائل عام 1802، علم ريغاود وقادة آخرون أن الفرنسيين يخططون لنزع الحقوق المدنية لشعب المولاتو وإعادة فرض العبودية على العبيد السابقين في سانت دومينغ (كما كانت نيتهم في غواديلوب). أرسلوا الجنرال لو كليرك لهزيمة المتمردين، وعلى مدى الـ21 شهرًا التالية، أضاف إلى قواته 20000 جنديًا. تعاون بوير مع قادة محليين آخرين للتغلب على الفرنسيين. في شهر نوفمبر من عام 1803، سحبت فرنسا الجنود المتبقين البالغ عددهم 7000 عسكري، وهو أقل من ثلث عدد القوات التي أُرسلت إلى الجزيرة. مات معظمهم نتيجة للحمى الصفراء التي كانت منتشرة في الجزيرة.
أعلن جان جاك ديسالين، وهو عبد سابق من الشمال، استقلال هايتي في 1 يناير من عام 1804. وأعلن كونه الإمبراطور جاك الأول، واغتاله خصومه عام 1806.
تنافس كل من أليكساندر بيتيون وهنري كريستوف لاستلام الحكم في هايتي، ومثلا الشرخ بين نخبة شعب المولاتو المدني في الجنوب والعبيد السود السابقين في الشمال. بعد سنين من الحروب، أسسا ولايات منفصلة: استمر بيتيون بإقامة جمهورية هايتي في الطرف الجنوبي من هايتي، وأسس كريستوف ولاية هايتي (وأصبحت مملكة لاحقًا) في الشمال.

## ولاية هايتي
توفي بيتيون عام 1818، وحل بوير مكانه ليكون الرئيس الثاني لجمهورية هايتي. كان هذا الانتقال مخططًا له لأن بيتيون انتخب بوير ليكون خليفته، وصادق مجلس الشيوخ على خياره. نص الدستور المُنَقَّح لعام 1816 أن للرئيس الحق في اختيار خليفته كإجراء يهدف إلى حماية الدولة من التدخل الخارجي. استمر جوزيف بالتازار إنجيناك في عمله كنائب للرئيس ويده اليمنى.
آمن بوير أنه يجب الاعتراف بهايتي بكونها دولة مستقلة، وبأنه لا يمكن تحقيق ذلك إلا عن طريق الاتفاق مع فرنسا. في 11 من شهر يوليو عام 1825، وقع بوير معاهدة تعويض تنص على أن تدفع هايتي لفرنسا مبلغًا معينًا من المال للتعويض عن الملكيات الضائعة في العبيد والتجارة مقابل الاعتراف الدبلوماسي الرسمي باستقلالها.
فور استلام بوير للسلطة، واجه المنافسة المستمرة مع هنري كريستوف ومملكة هايتي في الشمال. خلق حكم كريستوف الارستقراطي اضطرابات دائمة في مملكة هايتي. وبعد ثورة جنوده عليه عام 1820، وبسبب حالته الصحية المتدهورة وخوفه من الاغتيال، انتحر كريستوف. أعاد بوير توحيد هايتي دون معركة واحدة.

## توحيد هيسبانيولا
في 30 نوفمبر من عام 1821، رفعت عدة بلدات حدودية قريبة من سانت دومينغو العلم الهايتي دلالة على الاستقلال. عُرفت الدولة الجديدة باسم جمهورية هايتي الإسبانية. في 1 ديسمبر من عام 1821، قرر قادة الدولة الجديدة الاتحاد مع كولومبيا الكبرى.
لكن فضَّل بعض السياسيين والضباط العسكريين في سانت دومينغو الاتحاد مع جمهورية هايتي. حاول بعض العبيد السابقين ضمان الإعتاق في ظل حكم الرئيس الهايتي جان بيير بوير. عارض فصيل آخر متمركز في داجابون، قرب الحدود، الاتحاد مع كولومبيا الكبرى ودعم بوير.
حاول بوير حماية بلده من خطر سيطرة إسبانيا أو فرنسا على سانت دومينغو من جديد، أو مهاجمة أو إعادة احتلال هايتي. أراد أن يحافظ على استقلال هايتي وتأمين الحرية للعبيد في سانت دومينغو.
بعد أن وعد بحماية العديد من الحكام الدومينيكايين وضمان ولائهم، في شهر فبراير من عام 1822، ضم بوير عسكريًا الدولة حديثة الاستقلال بقوة تتكون من حوالي 50000 جنديًا. واجهت هذه القوات ممانعة ضعيفة من سكان الدومينيكان. في 9 فبراير من عام 1822، دخل بوير العاصمة سانت دومينغو بشكل رسمي، حيث سلَّم نونيز دو ساسيريس مفاتيح المدينة. لم يكن رد فعل الدومينيكانيين سهلًا على الغزو الهايتي.
كانت جزيرة هيسبانيولا متحدة في ظل حكومة واحدة من كيب تيبورون إلى كيب سامانا. قلل بوير من تأثيره على القيادة الإسبانية الهايتية عندما منح الأراضي لضباط الجيش الهايتي على حساب أعضاء سابقين في القوات الإسبانية لسانت دومينغو. تابع تطبيق سياسة بيتيون، مرشده السياسي السابق، بالمساعدة على تحرير السود في مستعمرات إسبانية أمريكية أخرى لمقاومة الحكم الإسباني. تجاهل بوير الخصوم السياسيين الهاييتيين الذين طالبوا بالإصلاحات، مثل الديمقراطية البرلمانية، والجنرالات المخضرمين في حرب الاستقلال الذين آمنوا بأن الثورة لم تنتهي وأنه كان يتم تجاهلهم.

## دفع التعويض إلى فرنسا
كان بوير حريصًا على الحد من تهديدات فرنسا وفتح الباب أمام المفاوضات. وتم التوصل إلى اتفاق في 11 يوليو عام 1825، عندما وقع بوير اتفاقية تعويض. تنص الاتفاقية على أن تعترف فرنسا بهايتي على أنها دولة مستقلة مقابل 150 مليون فرنك تُدفَع خلال خمس سنوات. شكل هذا المبلغ ضربة اقتصادية ساحقة لهايتي رغم أنه تم تخفيضه لاحقًا إلى 90 مليون فرنك (عام 1838).
اضطر بوير إلى التفاوض مع فرنسا لتمنحه قرضًا بقيمة 30 مليون فرنك لدفع الجزء الأول من التعويض. في تلك الأثناء، كان معظم السكان الهايتين المدنيين يتبعون نظام كفاف اقتصادي زراعي. حاول فرض النظام شبه الإقطاعي من أجل زيادة الإنتاج الزراعي في الجزيرة، لكن رفض الناس الارتباط بأراضي تعود ملكيتها لآخرين. بوساطة القانون الريفي، أحيا بوير برنامج توزيع للأراضي. حلَّ العديد من المزارع الكبيرة ووزَّع الأرض على المزارعين البسطاء.

## نفيه ووفاته
استمر حكم بوير حتى عام 1843، عندما أدى الزلزال إلى زيادة سوء الوضع الاقتصادي. ازداد عدد السكان المتضررين في المناطق الريفية أثناء حكم تشارلز ريفير في أواخر يناير. في 13 فبراير من عام 1843، فر بوير من هايتي إلى جامايكا القريبة. واستقر أخيرًا في منفاه في فرنسا، حيث مات في باريس عام 1850. ما يزال أحفاد بوير يعيشون في هايتي.